# Derecho administrativo global
El derecho administrativo global (global administrative law, GAL o "derecho administrativo de la gobernanza global") es un campo emergente de investigación y práctica jurídica, basado en dos ideas centrales: primero, que mucho de lo que generalmente se describe como gobernanza global puede ser caracterizado adecuadamente como procedimientos administrativos; y, segundo, que crecientemente ese campo de acción está siendo regulado por principios, reglas y mecanismos asociados al derecho administrativo - en particular, participación, transparencia, accountability, y revisión. GAL, entonces, se refiere a las estructuras, procedimientos y estándares normativos para los procesos regulatorios de toma de decisiones, incluyendo transparencia, participación y revisión, y los mecanismos regidos por reglas para implementar esos estándares, que son aplicables a (i) organismos formales intergubernamentales, (ii) redes informales regulatorias intergubernamentales; (iii) decisiones regulatorias de gobiernos nacionales que sean parte o que se encuentren limitadas por un régimen internacional intergubernamental; y (iv) a regímenes híbridos público-privados u órganos privados transnacionales regulatorios. El foco del campo no es el contenido específico de reglas sustantivas, sino la operación de principios y reglas procedimentales posibles o existentes, y la revisión de otros mecanismos relacionados con la accountability, transparencia, participación y revisión de legalidad en la gobernanza global.

## Ideas centrales

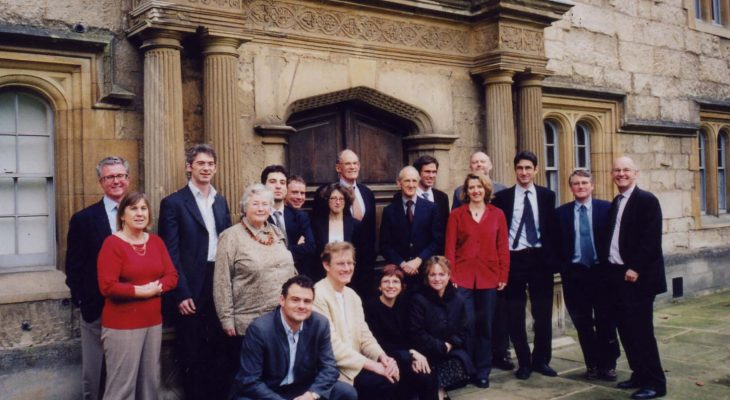
Seminario sobre derecho administrativo global en Oxford, en 2005

Los modelos de gobernanza global con los que contamos en la actualidad han sido moldeados por un silencioso pero importante y creciente cuerpo de normas procedimentales que rigen transversalmente su accionar. En el año 2005, Benedict Kingsbury, Richard B. Stewart y Nico Krisch publicaron un artículo proponiendo nuclear estas normas bajo el título de "derecho administrativo global". Desde entonces, y gracias a un impulso inicial de un proyecto establecido por el Institute for International Law and Justice de la New York University School of Law, existe un creciente campo bibliográfico explorando, desarrollando y reflexionando sobre estas normas.
Subyacente al surgimiento del derecho administrativo global se encuentra el vasto incremento del alcance y formas de la regulación transgubernamental y de la administración diseñada a enfrentar las consecuencias de la interdependencia globalizada en áreas tales como la seguridad, las condiciones del desarrollo y la asistencia financiera a los países en desarrollo, la protección ambiental, la regulación bancaria y financiera, el cumplimiento de las leyes, las telecomunicaciones, el comercio de productos y servicios, la propiedad intelectual, los estándares laborales, los movimientos transfronterizos de poblaciones, incluyendo a los refugiados. Cada vez más, estas consecuencias no pueden ser adecuadamente afrontadas a través de medidas nacionales regulatorias y administrativas aisladas. Como resultado de ello, se han establecido diversos sistemas transnacionales de regulación o de cooperación regulatoria a través de tratados internacionales y de redes intergubernamentales de cooperación más informales, desplazando muchas decisiones regulatorias del nivel nacional al nivel global. Además, muchos de los detalles y de la implementación de dicha regulación se encuentran determinados por órganos administrativos transnacionales –incluyendo organizaciones internacionales y grupos informales de funcionarios- que desarrollan funciones administrativas pero que no están sujetos directamente al control de los gobiernos nacionales o a los sistemas legales domésticos o, en el caso de los regímenes basados en tratados, a los Estados parte del tratado. Estas decisiones regulatorias pueden llegar a ser implementadas directamente por el sistema global a actores privados o, aún más frecuentemente, a través de medidas de implementación a nivel nacional. Asimismo, es cada vez más importante la regulación por órganos privados internacionales que establecen estándares y por organizaciones híbridas público-privadas que pueden incluir, entre otros, representantes de empresas, ONGs, gobiernos nacionales, y organizaciones intergubernamentales. 
Esta situación ha creado un déficit de la accountability en el creciente ejercicio del poder regulatorio transnacional, el cual ha comenzado a estimular dos tipos diferentes de respuestas: primero, la tentativa de extender el derecho administrativo doméstico a las decisiones regulatorias intergubernamentales que afectan a una nación; y segundo, el desarrollo de nuevos mecanismos de derecho administrativo a nivel global para enfrentar decisiones tomadas y reglas adoptadas dentro de los regímenes intergubernamentales.
Una cuestión un tanto distinta pero relacionada se da cuando las decisiones regulatorias por una autoridad doméstica afectan adversamente a otros Estados, a categorías determinadas de individuos u organizaciones, y son cuestionadas como contrarias a las obligaciones de ese gobierno bajo un régimen internacional del cual es parte. Frente a esto, una respuesta ha sido el desarrollo por los regímenes intergubernamentales de estándares de derecho administrativo y mecanismos a los cuales los administradores nacionales deben conformarse en aras de asegurar su cumplimiento y accountability adecuada con el régimen internacional. Para incrementar su legitimidad y efectividad, algunos órganos regulatorios no compuestos exclusivamente de Estados –órganos híbridos público-privados, y puramente privados- han también comenzado a adoptar procedimientos administrativos de toma de decisiones y de reglamentación.